# Pompignac
Pompignac – miejscowość i gmina we Francji, w regionie Nowa Akwitania, w departamencie Żyronda.
Według danych na rok 1990 gminę zamieszkiwało 2355 osób, a gęstość zaludnienia wynosiła 203 osób/km² (wśród 2290 gmin Akwitanii Pompignac plasuje się na 186. miejscu pod względem liczby ludności, natomiast pod względem powierzchni na miejscu 959.).